# Subnetwork Access Protocol
SubNetwork Access Protocol (SNAP) est un mécanisme de multiplexage sur les réseaux utilisant IEEE 802.2 LLC. Le protocole transporté est identifié par les 8 bits du champ Service Access Point (SAP).
SNAP est une des méthodes de multiplexage utilisé sur la couche AAL5 du protocole ATM.